# Otto Mayer-Serra
Otto Mayer-Serra (Barcelona, España, 1904- Ciudad de México, México, 1968) fue un musicólogo español que emigró a México a principios de los años 40. Realizó los primeros escritos sobre música mexicana del siglo XX, los cuales fueron el fundamento para el estudio sistemático de la música en México.

## Biografía
Hijo de padre alemán de origen judío, fue adoptado por la familia Serra, naturalizándose español en 1934. Realizó sus estudios musicales en Barcelona aunque su educación general fue alemana y francesa. Durante su estancia en Barcelona se dedicó a la crítica musical y durante la guerra civil trabajó en la sección de música del comisariado de propaganda de la Generalidad. En 1937 le fue editado el Cancionero Revolucionario internacional, en el que recopiló las canciones revolucionarias de entonces. Autores como Revueltas, Eisler, Palacio, Halffter y Casal Chapí eran algunos de los autores del cancionero. Durante la Guerra colaboró con la revista ¨Música¨, órgano musical del gobierno legítimo español. Allí publicó uno de los primeros artículos surgidos en España acerca del concepto de sociología musical En torno de una Sociología de la Música. Sufrió como Rodolfo Halffter el bombardeo de Figueras (Gerona), y en él perdió parte de su obra.
En ese tiempo escribió en otras revistas del momento como Hora en España. Finalizada la guerra pasó a un campo de concentración de Argelès-Sur-Mer (Francia); en él permaneció en compañía de Salas Viv hasta que en 1940 viajó a México. Allí se dedicó a la musicología y a la crítica musical en el periódico ¨Últimas Novedades¨ y en la revista ¨Tiempo¨ a la vez que colaboró en la organización de conciertos.
Fue director artístico de la Orquesta de Jalapa. Uno de sus primeros escritos Silvestre Revueltas, su vida y su obra apareció publicado en la revista Hoy de Ciudad de México.
La obra de Mayer que más ha trascendido es Música y Músicos de Latinoamérica que constituye un aporte sustancial a la musicología hispanoamericana y ha de ser considerada una de las mejores obras de referencia general de los compositores de Hispanoamérica.
Se desempeñó, además, como profesor de historia musical en el Instituto Superior del Magisterio del S.T.E.R.M., dónde dictó el curso "Historia de la música en los siglos XIX y XX".